# Pratków
Pratków [ˈpratkuf] est un village polonais de la gmina de Zduńska Wola dans le powiat de Zduńska Wola et dans la voïvodie de Łódź. Il se situe à environ 10 kilomètres au nord-ouest de Zduńska Wola et à 43 kilomètres à l'ouest de Łódź.